# Adlerfors
Adlerfors är en svensk adlig ätt från Västergötland.
Äldste kände stamfadern är kronofogden Abraham Forsman. Hans son, ryttmästaren och livdrabanten vid Adelsfaneregementet Johan Forsman (1687-1749), härstammande från Forsby socken i Skaraborgs län, blev adlad 1720 och introducerad samma år med namnet Adlerfors. Han hade år 1710 varit med vid slaget vid Helsingborg. 
Den senares son var ryttmästaren och livdrabanten vid Västgöta kavalleriregemente Carl Abraham Adlerfors (1733-1800). Dennes dotter Caroline Charlotte Adlerfors (1794-1845) gifte sig 1811 med ryttmästaren Anders Gustaf Gillner (1773-1853), broder till översten Carl Johan af Gillner (adlad under nr 2284 med namnet af Gillner).
År 1845 utslocknade ätten på spinnsidan med Caroline Charlotte Adlerfors.